# James und der Riesenpfirsich (Film)
James und der Riesenpfirsich ist ein amerikanischer Fantasyfilm aus dem Jahr 1996, der auf dem Kinderbuch James und der Riesenpfirsich von Roald Dahl basiert. Er wurde gemeinsam von Allied Filmmakers, Skellington Productions Inc. und Walt Disney Pictures produziert. Der Film startete am 25. Juli 1996 in den deutschen Kinos.

## Handlung
Der Junge James Henry Trotter lebt mit seinen geliebten Eltern am Meer. Sie träumen von einer Schiffsreise nach New York. Doch dann werden seine Eltern plötzlich von einem riesigen Nashorn, einer Metapher für Blitz, Unwetter und Donner, getötet und James muss bei seinen beiden schrecklichen Tanten Schwamm und Spitzig leben. Sein Leben ist unerträglich geworden, bis etwas Unglaubliches geschieht: Ein geheimnisvoller Fremder übergibt ihm in einer Tüte magische Krokodilzungen, Zutaten für einen geheimnisvollen Trank, der James von seinem Schicksal erlösen soll. Als er ins Haus zurückwill, stolpert er, und die Magischen Hüpflinge scheinen spurlos im Boden des Gartens zu verschwinden. Wenig später wächst an dieser Stelle an einem unfruchtbaren Pfirsichbaum ein Pfirsich. Er wird bald doppelt so groß wie der Baum selbst. Während die Tanten den Riesenpfirsich gegen Geld zur Schau stellen, kriecht James eines Nachts in den Pfirsich und freundet sich dort mit Rieseninsekten an: dem reservierten Herrn von Heuschreck, dem angeberischen Herrn Tausendfüß, dem neurotischen und paranoiden Herrn Würmle, der undurchsichtigen Mademoiselle Spinne und der gutmütigen Frau Marienkäfer. Kurz darauf bricht der Pfirsich vom Baum los, überrollt James’ Tanten und treibt auf dem Atlantischen Ozean. James bindet den Pfirsich an einer Schar Möwen fest und sie fliegen durch die Lüfte. Unterwegs erleben sie viele Abenteuer. Am Ende muss sich James seinen Tanten und dem Nashorn stellen und überwindet seine Ängste. In New York angekommen werden James und seine Freunde von der Gesellschaft aufgenommen, und James schreibt ein Buch über seine Erlebnisse.

## Besetzung und Synchronisation
| Rolle         | Darsteller                | deutscher Sprecher |
| ------------- | ------------------------- | ------------------ |
| Grashüpfer    | Simon Callow (Stimme)     | Gerd Vespermann    |
| Tausendfüßler | Richard Dreyfuss (Stimme) | Hartmut Neugebauer |
| Käferdame     | Jane Leeves               | Hannelore Gray     |
| Tante Zinke   | Joanna Lumley             | Kathrin Ackermann  |
| Tante Schwamm | Miriam Margolyes          | Heidi Treutler     |
| Glühwürmchen  | Miriam Margolyes (Stimme) | Margit Weinert     |
| Alter Mann    | Pete Postlethwaite        | Joachim Höppner    |
| Spinne        | Susan Sarandon (Stimme)   | Sibylle Nicolai    |
| James         | Paul Terry                | Manuel Straube     |
| Regenwurm     | David Thewlis (Stimme)    | Walter von Hauff   |
| James’ Vater  | Steven Culp               | Frank Röth         |

## Auszeichnungen
Im Jahr 1997 gewann der Film unter anderem den Kansas City Film Critics Circle Award als bester animierter Film und den Young Artist Award als bester animierter Familienfilm. Nominiert wurde er für den Oscar (Beste Filmmusik, Randy Newman), den Saturn Award (Bester Fantasyfilm), Satellite Award und Young Artist Award (Paul Terry).

## Kritik
„Eine uneinheitliche, in einigen Passagen erstaunliche, in anderen Teilen ermüdende Verfilmung des Kinderbuchs von Roald Dahl, die wegen ihrer bedrückenden Stimmung für Kinder ungeeignet ist. Die Trickfilmsequenzen erreichen mitunter hohe künstlerische Qualität.“